# 因为你是范晓萱
《因为你是范晓萱》是歌手兼电视艺人刘维创作并演唱的一首单曲。刘维凭借这首单曲入选《中国好歌曲》第三季的“范晓萱战队”，该单曲的正式数字版在2016年6月8日发行。

## 歌词花絮
刘维所创作的这首《因为你是范晓萱》是向自己的偶像范晓萱致敬，故而歌词中引用了不少范晓萱的歌曲名或代表歌词。 例如：“一起唱着You are my sunshine”中《You Are My Sunshine》就是范晓萱专辑《还有别的办法吗》中的歌曲名；“看我对我说我不是失败的man”中《失败的MAN》则是《我要我们在一起》中的歌曲名；“Rain fall in my heart”中《Rain》是同名专辑《Rain》中的歌曲名；“想要见你一面，如果我先死了怎么办”中《如果我先死了怎么办》是专辑《绝世名伶》中的歌曲名。而歌曲末段的歌词“哎哟、哎哟、哎哟、哎哟、哎哟，你说你说我们要不要在一起？”则是完全引用专辑《我要我们在一起》同名主打歌的歌词。

## 评价争议
《因为你是范晓萱》在豆瓣音乐上基于59人评价获得4.8分（满分10分）的评价。 比较热门的评论认为这首歌比较“尴尬”或者“旋律太熟悉”。 而也有媒体报道，这首歌的副歌旋律非常类似韩国歌手白智荣的《像中枪一样》；并进一步怀疑歌曲还有抄袭李圣杰的《关于你的歌》等其他歌曲。